# Лев печерний
Європейський печерний лев (Panthera spelaea), також печерний лев — викопний вид пантер, який мешкав у Євразії та на північному заході Північної Америки в епоху плейстоцену. Європейський печерний лев походив від раннього європейського печерного лева. Генетичний аналіз стародавньої ДНК показав, що, попри близьку спорідненість, це був окремий вид, генетично ізольований від сучасного лева (Panthera leo). Оцінюється, що ці види генетично відокремилися близько 500 000 років тому. Він тісно споріднений і, ймовірно, є предком американського лева (Panthera atrox). Цей вид був поширений від Західної Європи до східної Берингії в Північній Америці та був важливим представником фауни тундростепу та найвищим хижаком свого ареалу. Печерний лев вимер близько 13 000 років тому.
Печерний лев був одним з найбільших котячих, які коли-небудь існували. Деякі знайдені ранні представники виду середнього плейстоцену досягали висоти плеча близько 1,4—1,5 м, і довжини тіла у 2,5—2,9 м. Протягом останнього льодовикового періоду цей вид прогресивно зменшувався в розмірах аж до свого вимирання: останні популяції P. spelaea оцінювались вагою у 70—90 кілограмів, 1,2—1,3 метра завдовжки та висотою в плечах 70—75 сантиметрів. Ззовні він нагадував сучасних левів із шерстю жовтувато-сірого забарвлення, хоча, на відміну від існуючих левів, у самців, схоже, не було гриви.
Назву «печерний» отримав через те, що скам'янілості були знайдені переважно в печерах. Леви жили у хвойних лісах, полювали на рослиноїдних тварин. Декілька скелетів лева було знайдено біля скелета північного оленя, це свідчить про те, що вони могли жити в холодних умовах. Відомо, що Panthera spelaea контактувала як з неандертальцями, так і з людиною розумною, які, можливо, полювали на неї та використовували її шкури. У деяких печерах homo sapiens були знайдені настінні малюнки, які зображували печерних левів.

## Еволюція й поширення

### Еволюційний шлях
У Європі перші леви з'явилися близько 700 000 років тому і належали до підвиду Panthera leo fossilis, так званого мосбахського лева. Те, що його іноді також називають печерним левом, може привести до помилок. Як правило, терміном печерний лев називається пізніший підвид Panthera leo spelaea. Мосбахські леви досягали завдовжки до 2,4 м без урахування хвоста, і були на пів метра більші від сучасних левів. За розмірами вони відповідали лігру, гібриду лева і тигриці. Від цього великого підвиду походить печерний лев, що з'явився близько 300 000 років тому. Він був поширений по всій північній Євразії й навіть за часів льодовикових періодів проникав глибоко на північ. На північному сході Євразії жив східносибірський лев, який через тодішнє сухопутне сполучення між Чукоткою та Аляскою досяг американського континенту. Поширюючись на південь, він розвинувся в американського лева (Panthera leo atrox). Східносибірський печерний лев вимер по закінченні останнього великого зледеніння близько 10 000 років тому. Європейський печерний лев вимер, ймовірно, в той же період, однак не виключено, що він ще якийсь час мешкав на Балканському півострові. Щодо левів, які жили на ньому, аж до початку нашої ери — невідомо, чи були вони печерними.
Кладограма, наведена нижче, демонструє генетичні зв’язки між P. spelaea та іншими великими котами:
| Panthera leo | \| \| Panthera leo leo (берберійський лев) \| \| \| \| \| \| Panthera leo melanochaita (капський лев) \| \| \| \| |
|              | \| \| Panthera leo leo (берберійський лев) \| \| \| \| \| \| Panthera leo melanochaita (капський лев) \| \| \| \| |
|              | †Panthera spelaea                                                                                                 |
|              | |
|              | Panthera leo leo (берберійський лев)                                                                              |
|              | |
|              | Panthera leo melanochaita (капський лев)                                                                          |
|              | |

|  | Panthera leo leo (берберійський лев)     |
|  |                                          |
|  | Panthera leo melanochaita (капський лев) |
|  |                                          |

| Panthera leo | \| \| Panthera leo leo (берберійський лев) \| \| \| \| \| \| Panthera leo melanochaita (капський лев) \| \| \| \| |
|              | \| \| Panthera leo leo (берберійський лев) \| \| \| \| \| \| Panthera leo melanochaita (капський лев) \| \| \| \| |
|              | †Panthera spelaea                                                                                                 |
|              | |
|              | Panthera leo leo (берберійський лев)                                                                              |
|              | |
|              | Panthera leo melanochaita (капський лев)                                                                          |
|              | |

|  | Panthera leo leo (берберійський лев)     |
|  |                                          |
|  | Panthera leo melanochaita (капський лев) |
|  |                                          |

| Panthera leo | \| \| Panthera leo leo (берберійський лев) \| \| \| \| \| \| Panthera leo melanochaita (капський лев) \| \| \| \| |
|              | \| \| Panthera leo leo (берберійський лев) \| \| \| \| \| \| Panthera leo melanochaita (капський лев) \| \| \| \| |
|              | †Panthera spelaea                                                                                                 |
|              | |
|              | Panthera leo leo (берберійський лев)                                                                              |
|              | |
|              | Panthera leo melanochaita (капський лев)                                                                          |
|              | |

|  | Panthera leo leo (берберійський лев)     |
|  |                                          |
|  | Panthera leo melanochaita (капський лев) |
|  |                                          |

| Panthera leo | \| \| Panthera leo leo (берберійський лев) \| \| \| \| \| \| Panthera leo melanochaita (капський лев) \| \| \| \| |
|              | \| \| Panthera leo leo (берберійський лев) \| \| \| \| \| \| Panthera leo melanochaita (капський лев) \| \| \| \| |
|              | †Panthera spelaea                                                                                                 |
|              | |
|              | Panthera leo leo (берберійський лев)                                                                              |
|              | |
|              | Panthera leo melanochaita (капський лев)                                                                          |
|              | |

|  | Panthera leo leo (берберійський лев)     |
|  |                                          |
|  | Panthera leo melanochaita (капський лев) |
|  |                                          |

| Panthera leo | \| \| Panthera leo leo (берберійський лев) \| \| \| \| \| \| Panthera leo melanochaita (капський лев) \| \| \| \| |
|              | \| \| Panthera leo leo (берберійський лев) \| \| \| \| \| \| Panthera leo melanochaita (капський лев) \| \| \| \| |
|              | †Panthera spelaea                                                                                                 |
|              | |
|              | Panthera leo leo (берберійський лев)                                                                              |
|              | |
|              | Panthera leo melanochaita (капський лев)                                                                          |
|              | |

|  | Panthera leo leo (берберійський лев)     |
|  |                                          |
|  | Panthera leo melanochaita (капський лев) |
|  |                                          |

| Panthera leo | \| \| Panthera leo leo (берберійський лев) \| \| \| \| \| \| Panthera leo melanochaita (капський лев) \| \| \| \| |
|              | \| \| Panthera leo leo (берберійський лев) \| \| \| \| \| \| Panthera leo melanochaita (капський лев) \| \| \| \| |
|              | †Panthera spelaea                                                                                                 |
|              | |
|              | Panthera leo leo (берберійський лев)                                                                              |
|              | |
|              | Panthera leo melanochaita (капський лев)                                                                          |
|              | |

|  | Panthera leo leo (берберійський лев)     |
|  |                                          |
|  | Panthera leo melanochaita (капський лев) |
|  |                                          |

| Panthera leo | \| \| Panthera leo leo (берберійський лев) \| \| \| \| \| \| Panthera leo melanochaita (капський лев) \| \| \| \| |
|              | \| \| Panthera leo leo (берберійський лев) \| \| \| \| \| \| Panthera leo melanochaita (капський лев) \| \| \| \| |
|              | †Panthera spelaea                                                                                                 |
|              | |
|              | Panthera leo leo (берберійський лев)                                                                              |
|              | |
|              | Panthera leo melanochaita (капський лев)                                                                          |
|              | |

|  | Panthera leo leo (берберійський лев)     |
|  |                                          |
|  | Panthera leo melanochaita (капський лев) |
|  |                                          |

| Panthera leo | \| \| Panthera leo leo (берберійський лев) \| \| \| \| \| \| Panthera leo melanochaita (капський лев) \| \| \| \| |
|              | \| \| Panthera leo leo (берберійський лев) \| \| \| \| \| \| Panthera leo melanochaita (капський лев) \| \| \| \| |
|              | †Panthera spelaea                                                                                                 |
|              | |
|              | Panthera leo leo (берберійський лев)                                                                              |
|              | |
|              | Panthera leo melanochaita (капський лев)                                                                          |
|              | |

|  | Panthera leo leo (берберійський лев)     |
|  |                                          |
|  | Panthera leo melanochaita (капський лев) |
|  |                                          |

| Panthera leo | \| \| Panthera leo leo (берберійський лев) \| \| \| \| \| \| Panthera leo melanochaita (капський лев) \| \| \| \| |
|              | \| \| Panthera leo leo (берберійський лев) \| \| \| \| \| \| Panthera leo melanochaita (капський лев) \| \| \| \| |
|              | †Panthera spelaea                                                                                                 |
|              | |
|              | Panthera leo leo (берберійський лев)                                                                              |
|              | |
|              | Panthera leo melanochaita (капський лев)                                                                          |
|              | |

|  | Panthera leo leo (берберійський лев)     |
|  |                                          |
|  | Panthera leo melanochaita (капський лев) |
|  |                                          |

| Panthera leo | \| \| Panthera leo leo (берберійський лев) \| \| \| \| \| \| Panthera leo melanochaita (капський лев) \| \| \| \| |
|              | \| \| Panthera leo leo (берберійський лев) \| \| \| \| \| \| Panthera leo melanochaita (капський лев) \| \| \| \| |
|              | †Panthera spelaea                                                                                                 |
|              | |
|              | Panthera leo leo (берберійський лев)                                                                              |
|              | |
|              | Panthera leo melanochaita (капський лев)                                                                          |
|              | |

|  | Panthera leo leo (берберійський лев)     |
|  |                                          |
|  | Panthera leo melanochaita (капський лев) |
|  |                                          |

| Panthera leo | \| \| Panthera leo leo (берберійський лев) \| \| \| \| \| \| Panthera leo melanochaita (капський лев) \| \| \| \| |
|              | \| \| Panthera leo leo (берберійський лев) \| \| \| \| \| \| Panthera leo melanochaita (капський лев) \| \| \| \| |
|              | †Panthera spelaea                                                                                                 |
|              | |
|              | Panthera leo leo (берберійський лев)                                                                              |
|              | |
|              | Panthera leo melanochaita (капський лев)                                                                          |
|              | |

|  | Panthera leo leo (берберійський лев)     |
|  |                                          |
|  | Panthera leo melanochaita (капський лев) |
|  |                                          |

| Panthera leo | \| \| Panthera leo leo (берберійський лев) \| \| \| \| \| \| Panthera leo melanochaita (капський лев) \| \| \| \| |
|              | \| \| Panthera leo leo (берберійський лев) \| \| \| \| \| \| Panthera leo melanochaita (капський лев) \| \| \| \| |
|              | †Panthera spelaea                                                                                                 |
|              | |
|              | Panthera leo leo (берберійський лев)                                                                              |
|              | |
|              | Panthera leo melanochaita (капський лев)                                                                          |
|              | |

|  | Panthera leo leo (берберійський лев)     |
|  |                                          |
|  | Panthera leo melanochaita (капський лев) |
|  |                                          |

| Panthera leo | \| \| Panthera leo leo (берберійський лев) \| \| \| \| \| \| Panthera leo melanochaita (капський лев) \| \| \| \| |
|              | \| \| Panthera leo leo (берберійський лев) \| \| \| \| \| \| Panthera leo melanochaita (капський лев) \| \| \| \| |
|              | †Panthera spelaea                                                                                                 |
|              | |
|              | Panthera leo leo (берберійський лев)                                                                              |
|              | |
|              | Panthera leo melanochaita (капський лев)                                                                          |
|              | |

|  | Panthera leo leo (берберійський лев)     |
|  |                                          |
|  | Panthera leo melanochaita (капський лев) |
|  |                                          |

| Panthera leo | \| \| Panthera leo leo (берберійський лев) \| \| \| \| \| \| Panthera leo melanochaita (капський лев) \| \| \| \| |
|              | \| \| Panthera leo leo (берберійський лев) \| \| \| \| \| \| Panthera leo melanochaita (капський лев) \| \| \| \| |
|              | †Panthera spelaea                                                                                                 |
|              | |
|              | Panthera leo leo (берберійський лев)                                                                              |
|              | |
|              | Panthera leo melanochaita (капський лев)                                                                          |
|              | |

|  | Panthera leo leo (берберійський лев)     |
|  |                                          |
|  | Panthera leo melanochaita (капський лев) |
|  |                                          |

| Panthera leo | \| \| Panthera leo leo (берберійський лев) \| \| \| \| \| \| Panthera leo melanochaita (капський лев) \| \| \| \| |
|              | \| \| Panthera leo leo (берберійський лев) \| \| \| \| \| \| Panthera leo melanochaita (капський лев) \| \| \| \| |
|              | †Panthera spelaea                                                                                                 |
|              | |
|              | Panthera leo leo (берберійський лев)                                                                              |
|              | |
|              | Panthera leo melanochaita (капський лев)                                                                          |
|              | |

|  | Panthera leo leo (берберійський лев)     |
|  |                                          |
|  | Panthera leo melanochaita (капський лев) |
|  |                                          |

| Panthera leo | \| \| Panthera leo leo (берберійський лев) \| \| \| \| \| \| Panthera leo melanochaita (капський лев) \| \| \| \| |
|              | \| \| Panthera leo leo (берберійський лев) \| \| \| \| \| \| Panthera leo melanochaita (капський лев) \| \| \| \| |
|              | †Panthera spelaea                                                                                                 |
|              | |
|              | Panthera leo leo (берберійський лев)                                                                              |
|              | |
|              | Panthera leo melanochaita (капський лев)                                                                          |
|              | |

|  | Panthera leo leo (берберійський лев)     |
|  |                                          |
|  | Panthera leo melanochaita (капський лев) |
|  |                                          |

| Panthera leo | \| \| Panthera leo leo (берберійський лев) \| \| \| \| \| \| Panthera leo melanochaita (капський лев) \| \| \| \| |
|              | \| \| Panthera leo leo (берберійський лев) \| \| \| \| \| \| Panthera leo melanochaita (капський лев) \| \| \| \| |
|              | †Panthera spelaea                                                                                                 |
|              | |
|              | Panthera leo leo (берберійський лев)                                                                              |
|              | |
|              | Panthera leo melanochaita (капський лев)                                                                          |
|              | |

|  | Panthera leo leo (берберійський лев)     |
|  |                                          |
|  | Panthera leo melanochaita (капський лев) |
|  |                                          |

| Panthera leo | \| \| Panthera leo leo (берберійський лев) \| \| \| \| \| \| Panthera leo melanochaita (капський лев) \| \| \| \| |
|              | \| \| Panthera leo leo (берберійський лев) \| \| \| \| \| \| Panthera leo melanochaita (капський лев) \| \| \| \| |
|              | †Panthera spelaea                                                                                                 |
|              | |
|              | Panthera leo leo (берберійський лев)                                                                              |
|              | |
|              | Panthera leo melanochaita (капський лев)                                                                          |
|              | |

|  | Panthera leo leo (берберійський лев)     |
|  |                                          |
|  | Panthera leo melanochaita (капський лев) |
|  |                                          |

| Panthera leo | \| \| Panthera leo leo (берберійський лев) \| \| \| \| \| \| Panthera leo melanochaita (капський лев) \| \| \| \| |
|              | \| \| Panthera leo leo (берберійський лев) \| \| \| \| \| \| Panthera leo melanochaita (капський лев) \| \| \| \| |
|              | †Panthera spelaea                                                                                                 |
|              | |
|              | Panthera leo leo (берберійський лев)                                                                              |
|              | |
|              | Panthera leo melanochaita (капський лев)                                                                          |
|              | |

|  | Panthera leo leo (берберійський лев)     |
|  |                                          |
|  | Panthera leo melanochaita (капський лев) |
|  |                                          |

| Panthera leo | \| \| Panthera leo leo (берберійський лев) \| \| \| \| \| \| Panthera leo melanochaita (капський лев) \| \| \| \| |
|              | \| \| Panthera leo leo (берберійський лев) \| \| \| \| \| \| Panthera leo melanochaita (капський лев) \| \| \| \| |
|              | †Panthera spelaea                                                                                                 |
|              | |
|              | Panthera leo leo (берберійський лев)                                                                              |
|              | |
|              | Panthera leo melanochaita (капський лев)                                                                          |
|              | |

|  | Panthera leo leo (берберійський лев)     |
|  |                                          |
|  | Panthera leo melanochaita (капський лев) |
|  |                                          |

| Panthera leo | \| \| Panthera leo leo (берберійський лев) \| \| \| \| \| \| Panthera leo melanochaita (капський лев) \| \| \| \| |
|              | \| \| Panthera leo leo (берберійський лев) \| \| \| \| \| \| Panthera leo melanochaita (капський лев) \| \| \| \| |
|              | †Panthera spelaea                                                                                                 |
|              | |
|              | Panthera leo leo (берберійський лев)                                                                              |
|              | |
|              | Panthera leo melanochaita (капський лев)                                                                          |
|              | |

|  | Panthera leo leo (берберійський лев)     |
|  |                                          |
|  | Panthera leo melanochaita (капський лев) |
|  |                                          |

| Panthera leo | \| \| Panthera leo leo (берберійський лев) \| \| \| \| \| \| Panthera leo melanochaita (капський лев) \| \| \| \| |
|              | \| \| Panthera leo leo (берберійський лев) \| \| \| \| \| \| Panthera leo melanochaita (капський лев) \| \| \| \| |
|              | †Panthera spelaea                                                                                                 |
|              | |
|              | Panthera leo leo (берберійський лев)                                                                              |
|              | |
|              | Panthera leo melanochaita (капський лев)                                                                          |
|              | |

|  | Panthera leo leo (берберійський лев)     |
|  |                                          |
|  | Panthera leo melanochaita (капський лев) |
|  |                                          |

| Panthera leo | \| \| Panthera leo leo (берберійський лев) \| \| \| \| \| \| Panthera leo melanochaita (капський лев) \| \| \| \| |
|              | \| \| Panthera leo leo (берберійський лев) \| \| \| \| \| \| Panthera leo melanochaita (капський лев) \| \| \| \| |
|              | †Panthera spelaea                                                                                                 |
|              | |
|              | Panthera leo leo (берберійський лев)                                                                              |
|              | |
|              | Panthera leo melanochaita (капський лев)                                                                          |
|              | |

|  | Panthera leo leo (берберійський лев)     |
|  |                                          |
|  | Panthera leo melanochaita (капський лев) |
|  |                                          |

| Panthera leo | \| \| Panthera leo leo (берберійський лев) \| \| \| \| \| \| Panthera leo melanochaita (капський лев) \| \| \| \| |
|              | \| \| Panthera leo leo (берберійський лев) \| \| \| \| \| \| Panthera leo melanochaita (капський лев) \| \| \| \| |
|              | †Panthera spelaea                                                                                                 |
|              | |
|              | Panthera leo leo (берберійський лев)                                                                              |
|              | |
|              | Panthera leo melanochaita (капський лев)                                                                          |
|              | |

|  | Panthera leo leo (берберійський лев)     |
|  |                                          |
|  | Panthera leo melanochaita (капський лев) |
|  |                                          |

| Panthera leo | \| \| Panthera leo leo (берберійський лев) \| \| \| \| \| \| Panthera leo melanochaita (капський лев) \| \| \| \| |
|              | \| \| Panthera leo leo (берберійський лев) \| \| \| \| \| \| Panthera leo melanochaita (капський лев) \| \| \| \| |
|              | †Panthera spelaea                                                                                                 |
|              | |
|              | Panthera leo leo (берберійський лев)                                                                              |
|              | |
|              | Panthera leo melanochaita (капський лев)                                                                          |
|              | |

|  | Panthera leo leo (берберійський лев)     |
|  |                                          |
|  | Panthera leo melanochaita (капський лев) |
|  |                                          |

| Panthera leo | \| \| Panthera leo leo (берберійський лев) \| \| \| \| \| \| Panthera leo melanochaita (капський лев) \| \| \| \| |
|              | \| \| Panthera leo leo (берберійський лев) \| \| \| \| \| \| Panthera leo melanochaita (капський лев) \| \| \| \| |
|              | †Panthera spelaea                                                                                                 |
|              | |
|              | Panthera leo leo (берберійський лев)                                                                              |
|              | |
|              | Panthera leo melanochaita (капський лев)                                                                          |
|              | |

|  | Panthera leo leo (берберійський лев)     |
|  |                                          |
|  | Panthera leo melanochaita (капський лев) |
|  |                                          |

| Panthera leo | \| \| Panthera leo leo (берберійський лев) \| \| \| \| \| \| Panthera leo melanochaita (капський лев) \| \| \| \| |
|              | \| \| Panthera leo leo (берберійський лев) \| \| \| \| \| \| Panthera leo melanochaita (капський лев) \| \| \| \| |
|              | †Panthera spelaea                                                                                                 |
|              | |
|              | Panthera leo leo (берберійський лев)                                                                              |
|              | |
|              | Panthera leo melanochaita (капський лев)                                                                          |
|              | |

|  | Panthera leo leo (берберійський лев)     |
|  |                                          |
|  | Panthera leo melanochaita (капський лев) |
|  |                                          |

| Panthera leo | \| \| Panthera leo leo (берберійський лев) \| \| \| \| \| \| Panthera leo melanochaita (капський лев) \| \| \| \| |
|              | \| \| Panthera leo leo (берберійський лев) \| \| \| \| \| \| Panthera leo melanochaita (капський лев) \| \| \| \| |
|              | †Panthera spelaea                                                                                                 |
|              | |
|              | Panthera leo leo (берберійський лев)                                                                              |
|              | |
|              | Panthera leo melanochaita (капський лев)                                                                          |
|              | |

|  | Panthera leo leo (берберійський лев)     |
|  |                                          |
|  | Panthera leo melanochaita (капський лев) |
|  |                                          |

| Panthera leo | \| \| Panthera leo leo (берберійський лев) \| \| \| \| \| \| Panthera leo melanochaita (капський лев) \| \| \| \| |
|              | \| \| Panthera leo leo (берберійський лев) \| \| \| \| \| \| Panthera leo melanochaita (капський лев) \| \| \| \| |
|              | †Panthera spelaea                                                                                                 |
|              | |
|              | Panthera leo leo (берберійський лев)                                                                              |
|              | |
|              | Panthera leo melanochaita (капський лев)                                                                          |
|              | |

|  | Panthera leo leo (берберійський лев)     |
|  |                                          |
|  | Panthera leo melanochaita (капський лев) |
|  |                                          |

| Panthera leo | \| \| Panthera leo leo (берберійський лев) \| \| \| \| \| \| Panthera leo melanochaita (капський лев) \| \| \| \| |
|              | \| \| Panthera leo leo (берберійський лев) \| \| \| \| \| \| Panthera leo melanochaita (капський лев) \| \| \| \| |
|              | †Panthera spelaea                                                                                                 |
|              | |
|              | Panthera leo leo (берберійський лев)                                                                              |
|              | |
|              | Panthera leo melanochaita (капський лев)                                                                          |
|              | |

|  | Panthera leo leo (берберійський лев)     |
|  |                                          |
|  | Panthera leo melanochaita (капський лев) |
|  |                                          |

| Panthera leo | \| \| Panthera leo leo (берберійський лев) \| \| \| \| \| \| Panthera leo melanochaita (капський лев) \| \| \| \| |
|              | \| \| Panthera leo leo (берберійський лев) \| \| \| \| \| \| Panthera leo melanochaita (капський лев) \| \| \| \| |
|              | †Panthera spelaea                                                                                                 |
|              | |
|              | Panthera leo leo (берберійський лев)                                                                              |
|              | |
|              | Panthera leo melanochaita (капський лев)                                                                          |
|              | |

|  | Panthera leo leo (берберійський лев)     |
|  |                                          |
|  | Panthera leo melanochaita (капський лев) |
|  |                                          |

| Panthera leo | \| \| Panthera leo leo (берберійський лев) \| \| \| \| \| \| Panthera leo melanochaita (капський лев) \| \| \| \| |
|              | \| \| Panthera leo leo (берберійський лев) \| \| \| \| \| \| Panthera leo melanochaita (капський лев) \| \| \| \| |
|              | †Panthera spelaea                                                                                                 |
|              | |
|              | Panthera leo leo (берберійський лев)                                                                              |
|              | |
|              | Panthera leo melanochaita (капський лев)                                                                          |
|              | |

|  | Panthera leo leo (берберійський лев)     |
|  |                                          |
|  | Panthera leo melanochaita (капський лев) |
|  |                                          |

| Panthera leo | \| \| Panthera leo leo (берберійський лев) \| \| \| \| \| \| Panthera leo melanochaita (капський лев) \| \| \| \| |
|              | \| \| Panthera leo leo (берберійський лев) \| \| \| \| \| \| Panthera leo melanochaita (капський лев) \| \| \| \| |
|              | †Panthera spelaea                                                                                                 |
|              | |
|              | Panthera leo leo (берберійський лев)                                                                              |
|              | |
|              | Panthera leo melanochaita (капський лев)                                                                          |
|              | |

|  | Panthera leo leo (берберійський лев)     |
|  |                                          |
|  | Panthera leo melanochaita (капський лев) |
|  |                                          |

| Panthera leo | \| \| Panthera leo leo (берберійський лев) \| \| \| \| \| \| Panthera leo melanochaita (капський лев) \| \| \| \| |
|              | \| \| Panthera leo leo (берберійський лев) \| \| \| \| \| \| Panthera leo melanochaita (капський лев) \| \| \| \| |
|              | †Panthera spelaea                                                                                                 |
|              | |
|              | Panthera leo leo (берберійський лев)                                                                              |
|              | |
|              | Panthera leo melanochaita (капський лев)                                                                          |
|              | |

|  | Panthera leo leo (берберійський лев)     |
|  |                                          |
|  | Panthera leo melanochaita (капський лев) |
|  |                                          |

| Panthera leo | \| \| Panthera leo leo (берберійський лев) \| \| \| \| \| \| Panthera leo melanochaita (капський лев) \| \| \| \| |
|              | \| \| Panthera leo leo (берберійський лев) \| \| \| \| \| \| Panthera leo melanochaita (капський лев) \| \| \| \| |
|              | †Panthera spelaea                                                                                                 |
|              | |
|              | Panthera leo leo (берберійський лев)                                                                              |
|              | |
|              | Panthera leo melanochaita (капський лев)                                                                          |
|              | |

|  | Panthera leo leo (берберійський лев)     |
|  |                                          |
|  | Panthera leo melanochaita (капський лев) |
|  |                                          |

| Panthera leo | \| \| Panthera leo leo (берберійський лев) \| \| \| \| \| \| Panthera leo melanochaita (капський лев) \| \| \| \| |
|              | \| \| Panthera leo leo (берберійський лев) \| \| \| \| \| \| Panthera leo melanochaita (капський лев) \| \| \| \| |
|              | †Panthera spelaea                                                                                                 |
|              | |
|              | Panthera leo leo (берберійський лев)                                                                              |
|              | |
|              | Panthera leo melanochaita (капський лев)                                                                          |
|              | |

|  | Panthera leo leo (берберійський лев)     |
|  |                                          |
|  | Panthera leo melanochaita (капський лев) |
|  |                                          |

| Panthera leo | \| \| Panthera leo leo (берберійський лев) \| \| \| \| \| \| Panthera leo melanochaita (капський лев) \| \| \| \| |
|              | \| \| Panthera leo leo (берберійський лев) \| \| \| \| \| \| Panthera leo melanochaita (капський лев) \| \| \| \| |
|              | †Panthera spelaea                                                                                                 |
|              | |
|              | Panthera leo leo (берберійський лев)                                                                              |
|              | |
|              | Panthera leo melanochaita (капський лев)                                                                          |
|              | |

|  | Panthera leo leo (берберійський лев)     |
|  |                                          |
|  | Panthera leo melanochaita (капський лев) |
|  |                                          |

| Panthera leo | \| \| Panthera leo leo (берберійський лев) \| \| \| \| \| \| Panthera leo melanochaita (капський лев) \| \| \| \| |
|              | \| \| Panthera leo leo (берберійський лев) \| \| \| \| \| \| Panthera leo melanochaita (капський лев) \| \| \| \| |
|              | †Panthera spelaea                                                                                                 |
|              | |
|              | Panthera leo leo (берберійський лев)                                                                              |
|              | |
|              | Panthera leo melanochaita (капський лев)                                                                          |
|              | |

|  | Panthera leo leo (берберійський лев)     |
|  |                                          |
|  | Panthera leo melanochaita (капський лев) |
|  |                                          |

| Panthera leo | \| \| Panthera leo leo (берберійський лев) \| \| \| \| \| \| Panthera leo melanochaita (капський лев) \| \| \| \| |
|              | \| \| Panthera leo leo (берберійський лев) \| \| \| \| \| \| Panthera leo melanochaita (капський лев) \| \| \| \| |
|              | †Panthera spelaea                                                                                                 |
|              | |
|              | Panthera leo leo (берберійський лев)                                                                              |
|              | |
|              | Panthera leo melanochaita (капський лев)                                                                          |
|              | |

|  | Panthera leo leo (берберійський лев)     |
|  |                                          |
|  | Panthera leo melanochaita (капський лев) |
|  |                                          |

| Panthera leo | \| \| Panthera leo leo (берберійський лев) \| \| \| \| \| \| Panthera leo melanochaita (капський лев) \| \| \| \| |
|              | \| \| Panthera leo leo (берберійський лев) \| \| \| \| \| \| Panthera leo melanochaita (капський лев) \| \| \| \| |
|              | †Panthera spelaea                                                                                                 |
|              | |
|              | Panthera leo leo (берберійський лев)                                                                              |
|              | |
|              | Panthera leo melanochaita (капський лев)                                                                          |
|              | |

|  | Panthera leo leo (берберійський лев)     |
|  |                                          |
|  | Panthera leo melanochaita (капський лев) |
|  |                                          |

| Panthera leo | \| \| Panthera leo leo (берберійський лев) \| \| \| \| \| \| Panthera leo melanochaita (капський лев) \| \| \| \| |
|              | \| \| Panthera leo leo (берберійський лев) \| \| \| \| \| \| Panthera leo melanochaita (капський лев) \| \| \| \| |
|              | †Panthera spelaea                                                                                                 |
|              | |
|              | Panthera leo leo (берберійський лев)                                                                              |
|              | |
|              | Panthera leo melanochaita (капський лев)                                                                          |
|              | |

|  | Panthera leo leo (берберійський лев)     |
|  |                                          |
|  | Panthera leo melanochaita (капський лев) |
|  |                                          |

| Panthera leo | \| \| Panthera leo leo (берберійський лев) \| \| \| \| \| \| Panthera leo melanochaita (капський лев) \| \| \| \| |
|              | \| \| Panthera leo leo (берберійський лев) \| \| \| \| \| \| Panthera leo melanochaita (капський лев) \| \| \| \| |
|              | †Panthera spelaea                                                                                                 |
|              | |
|              | Panthera leo leo (берберійський лев)                                                                              |
|              | |
|              | Panthera leo melanochaita (капський лев)                                                                          |
|              | |

|  | Panthera leo leo (берберійський лев)     |
|  |                                          |
|  | Panthera leo melanochaita (капський лев) |
|  |                                          |

| Panthera leo | \| \| Panthera leo leo (берберійський лев) \| \| \| \| \| \| Panthera leo melanochaita (капський лев) \| \| \| \| |
|              | \| \| Panthera leo leo (берберійський лев) \| \| \| \| \| \| Panthera leo melanochaita (капський лев) \| \| \| \| |
|              | †Panthera spelaea                                                                                                 |
|              | |
|              | Panthera leo leo (берберійський лев)                                                                              |
|              | |
|              | Panthera leo melanochaita (капський лев)                                                                          |
|              | |

|  | Panthera leo leo (берберійський лев)     |
|  |                                          |
|  | Panthera leo melanochaita (капський лев) |
|  |                                          |

| Panthera leo | \| \| Panthera leo leo (берберійський лев) \| \| \| \| \| \| Panthera leo melanochaita (капський лев) \| \| \| \| |
|              | \| \| Panthera leo leo (берберійський лев) \| \| \| \| \| \| Panthera leo melanochaita (капський лев) \| \| \| \| |
|              | †Panthera spelaea                                                                                                 |
|              | |
|              | Panthera leo leo (берберійський лев)                                                                              |
|              | |
|              | Panthera leo melanochaita (капський лев)                                                                          |
|              | |

|  | Panthera leo leo (берберійський лев)     |
|  |                                          |
|  | Panthera leo melanochaita (капський лев) |
|  |                                          |

| Panthera leo | \| \| Panthera leo leo (берберійський лев) \| \| \| \| \| \| Panthera leo melanochaita (капський лев) \| \| \| \| |
|              | \| \| Panthera leo leo (берберійський лев) \| \| \| \| \| \| Panthera leo melanochaita (капський лев) \| \| \| \| |
|              | †Panthera spelaea                                                                                                 |
|              | |
|              | Panthera leo leo (берберійський лев)                                                                              |
|              | |
|              | Panthera leo melanochaita (капський лев)                                                                          |
|              | |

|  | Panthera leo leo (берберійський лев)     |
|  |                                          |
|  | Panthera leo melanochaita (капський лев) |
|  |                                          |

| Panthera leo | \| \| Panthera leo leo (берберійський лев) \| \| \| \| \| \| Panthera leo melanochaita (капський лев) \| \| \| \| |
|              | \| \| Panthera leo leo (берберійський лев) \| \| \| \| \| \| Panthera leo melanochaita (капський лев) \| \| \| \| |
|              | †Panthera spelaea                                                                                                 |
|              | |
|              | Panthera leo leo (берберійський лев)                                                                              |
|              | |
|              | Panthera leo melanochaita (капський лев)                                                                          |
|              | |

|  | Panthera leo leo (берберійський лев)     |
|  |                                          |
|  | Panthera leo melanochaita (капський лев) |
|  |                                          |

| Panthera leo | \| \| Panthera leo leo (берберійський лев) \| \| \| \| \| \| Panthera leo melanochaita (капський лев) \| \| \| \| |
|              | \| \| Panthera leo leo (берберійський лев) \| \| \| \| \| \| Panthera leo melanochaita (капський лев) \| \| \| \| |
|              | †Panthera spelaea                                                                                                 |
|              | |
|              | Panthera leo leo (берберійський лев)                                                                              |
|              | |
|              | Panthera leo melanochaita (капський лев)                                                                          |
|              | |

|  | Panthera leo leo (берберійський лев)     |
|  |                                          |
|  | Panthera leo melanochaita (капський лев) |
|  |                                          |

| Panthera leo | \| \| Panthera leo leo (берберійський лев) \| \| \| \| \| \| Panthera leo melanochaita (капський лев) \| \| \| \| |
|              | \| \| Panthera leo leo (берберійський лев) \| \| \| \| \| \| Panthera leo melanochaita (капський лев) \| \| \| \| |
|              | †Panthera spelaea                                                                                                 |
|              | |
|              | Panthera leo leo (берберійський лев)                                                                              |
|              | |
|              | Panthera leo melanochaita (капський лев)                                                                          |
|              | |

|  | Panthera leo leo (берберійський лев)     |
|  |                                          |
|  | Panthera leo melanochaita (капський лев) |
|  |                                          |

| Panthera leo | \| \| Panthera leo leo (берберійський лев) \| \| \| \| \| \| Panthera leo melanochaita (капський лев) \| \| \| \| |
|              | \| \| Panthera leo leo (берберійський лев) \| \| \| \| \| \| Panthera leo melanochaita (капський лев) \| \| \| \| |
|              | †Panthera spelaea                                                                                                 |
|              | |
|              | Panthera leo leo (берберійський лев)                                                                              |
|              | |
|              | Panthera leo melanochaita (капський лев)                                                                          |
|              | |

|  | Panthera leo leo (берберійський лев)     |
|  |                                          |
|  | Panthera leo melanochaita (капський лев) |
|  |                                          |

| Panthera leo | \| \| Panthera leo leo (берберійський лев) \| \| \| \| \| \| Panthera leo melanochaita (капський лев) \| \| \| \| |
|              | \| \| Panthera leo leo (берберійський лев) \| \| \| \| \| \| Panthera leo melanochaita (капський лев) \| \| \| \| |
|              | †Panthera spelaea                                                                                                 |
|              | |
|              | Panthera leo leo (берберійський лев)                                                                              |
|              | |
|              | Panthera leo melanochaita (капський лев)                                                                          |
|              | |

|  | Panthera leo leo (берберійський лев)     |
|  |                                          |
|  | Panthera leo melanochaita (капський лев) |
|  |                                          |

| Panthera leo | \| \| Panthera leo leo (берберійський лев) \| \| \| \| \| \| Panthera leo melanochaita (капський лев) \| \| \| \| |
|              | \| \| Panthera leo leo (берберійський лев) \| \| \| \| \| \| Panthera leo melanochaita (капський лев) \| \| \| \| |
|              | †Panthera spelaea                                                                                                 |
|              | |
|              | Panthera leo leo (берберійський лев)                                                                              |
|              | |
|              | Panthera leo melanochaita (капський лев)                                                                          |
|              | |

|  | Panthera leo leo (берберійський лев)     |
|  |                                          |
|  | Panthera leo melanochaita (капський лев) |
|  |                                          |

| Panthera leo | \| \| Panthera leo leo (берберійський лев) \| \| \| \| \| \| Panthera leo melanochaita (капський лев) \| \| \| \| |
|              | \| \| Panthera leo leo (берберійський лев) \| \| \| \| \| \| Panthera leo melanochaita (капський лев) \| \| \| \| |
|              | †Panthera spelaea                                                                                                 |
|              | |
|              | Panthera leo leo (берберійський лев)                                                                              |
|              | |
|              | Panthera leo melanochaita (капський лев)                                                                          |
|              | |

|  | Panthera leo leo (берберійський лев)     |
|  |                                          |
|  | Panthera leo melanochaita (капський лев) |
|  |                                          |

| Panthera leo | \| \| Panthera leo leo (берберійський лев) \| \| \| \| \| \| Panthera leo melanochaita (капський лев) \| \| \| \| |
|              | \| \| Panthera leo leo (берберійський лев) \| \| \| \| \| \| Panthera leo melanochaita (капський лев) \| \| \| \| |
|              | †Panthera spelaea                                                                                                 |
|              | |
|              | Panthera leo leo (берберійський лев)                                                                              |
|              | |
|              | Panthera leo melanochaita (капський лев)                                                                          |
|              | |

|  | Panthera leo leo (берберійський лев)     |
|  |                                          |
|  | Panthera leo melanochaita (капський лев) |
|  |                                          |

| Panthera leo | \| \| Panthera leo leo (берберійський лев) \| \| \| \| \| \| Panthera leo melanochaita (капський лев) \| \| \| \| |
|              | \| \| Panthera leo leo (берберійський лев) \| \| \| \| \| \| Panthera leo melanochaita (капський лев) \| \| \| \| |
|              | †Panthera spelaea                                                                                                 |
|              | |
|              | Panthera leo leo (берберійський лев)                                                                              |
|              | |
|              | Panthera leo melanochaita (капський лев)                                                                          |
|              | |

|  | Panthera leo leo (берберійський лев)     |
|  |                                          |
|  | Panthera leo melanochaita (капський лев) |
|  |                                          |

| Panthera leo | \| \| Panthera leo leo (берберійський лев) \| \| \| \| \| \| Panthera leo melanochaita (капський лев) \| \| \| \| |
|              | \| \| Panthera leo leo (берберійський лев) \| \| \| \| \| \| Panthera leo melanochaita (капський лев) \| \| \| \| |
|              | †Panthera spelaea                                                                                                 |
|              | |
|              | Panthera leo leo (берберійський лев)                                                                              |
|              | |
|              | Panthera leo melanochaita (капський лев)                                                                          |
|              | |

|  | Panthera leo leo (берберійський лев)     |
|  |                                          |
|  | Panthera leo melanochaita (капський лев) |
|  |                                          |

| Panthera leo | \| \| Panthera leo leo (берберійський лев) \| \| \| \| \| \| Panthera leo melanochaita (капський лев) \| \| \| \| |
|              | \| \| Panthera leo leo (берберійський лев) \| \| \| \| \| \| Panthera leo melanochaita (капський лев) \| \| \| \| |
|              | †Panthera spelaea                                                                                                 |
|              | |
|              | Panthera leo leo (берберійський лев)                                                                              |
|              | |
|              | Panthera leo melanochaita (капський лев)                                                                          |
|              | |

|  | Panthera leo leo (берберійський лев)     |
|  |                                          |
|  | Panthera leo melanochaita (капський лев) |
|  |                                          |

| Panthera leo | \| \| Panthera leo leo (берберійський лев) \| \| \| \| \| \| Panthera leo melanochaita (капський лев) \| \| \| \| |
|              | \| \| Panthera leo leo (берберійський лев) \| \| \| \| \| \| Panthera leo melanochaita (капський лев) \| \| \| \| |
|              | †Panthera spelaea                                                                                                 |
|              | |
|              | Panthera leo leo (берберійський лев)                                                                              |
|              | |
|              | Panthera leo melanochaita (капський лев)                                                                          |
|              | |

|  | Panthera leo leo (берберійський лев)     |
|  |                                          |
|  | Panthera leo melanochaita (капський лев) |
|  |                                          |

| Panthera leo | \| \| Panthera leo leo (берберійський лев) \| \| \| \| \| \| Panthera leo melanochaita (капський лев) \| \| \| \| |
|              | \| \| Panthera leo leo (берберійський лев) \| \| \| \| \| \| Panthera leo melanochaita (капський лев) \| \| \| \| |
|              | †Panthera spelaea                                                                                                 |
|              | |
|              | Panthera leo leo (берберійський лев)                                                                              |
|              | |
|              | Panthera leo melanochaita (капський лев)                                                                          |
|              | |

|  | Panthera leo leo (берберійський лев)     |
|  |                                          |
|  | Panthera leo melanochaita (капський лев) |
|  |                                          |

| Panthera leo | \| \| Panthera leo leo (берберійський лев) \| \| \| \| \| \| Panthera leo melanochaita (капський лев) \| \| \| \| |
|              | \| \| Panthera leo leo (берберійський лев) \| \| \| \| \| \| Panthera leo melanochaita (капський лев) \| \| \| \| |
|              | †Panthera spelaea                                                                                                 |
|              | |
|              | Panthera leo leo (берберійський лев)                                                                              |
|              | |
|              | Panthera leo melanochaita (капський лев)                                                                          |
|              | |

|  | Panthera leo leo (берберійський лев)     |
|  |                                          |
|  | Panthera leo melanochaita (капський лев) |
|  |                                          |

| Panthera leo | \| \| Panthera leo leo (берберійський лев) \| \| \| \| \| \| Panthera leo melanochaita (капський лев) \| \| \| \| |
|              | \| \| Panthera leo leo (берберійський лев) \| \| \| \| \| \| Panthera leo melanochaita (капський лев) \| \| \| \| |
|              | †Panthera spelaea                                                                                                 |
|              | |
|              | Panthera leo leo (берберійський лев)                                                                              |
|              | |
|              | Panthera leo melanochaita (капський лев)                                                                          |
|              | |

|  | Panthera leo leo (берберійський лев)     |
|  |                                          |
|  | Panthera leo melanochaita (капський лев) |
|  |                                          |

| Panthera leo | \| \| Panthera leo leo (берберійський лев) \| \| \| \| \| \| Panthera leo melanochaita (капський лев) \| \| \| \| |
|              | \| \| Panthera leo leo (берберійський лев) \| \| \| \| \| \| Panthera leo melanochaita (капський лев) \| \| \| \| |
|              | †Panthera spelaea                                                                                                 |
|              | |
|              | Panthera leo leo (берберійський лев)                                                                              |
|              | |
|              | Panthera leo melanochaita (капський лев)                                                                          |
|              | |

|  | Panthera leo leo (берберійський лев)     |
|  |                                          |
|  | Panthera leo melanochaita (капський лев) |
|  |                                          |

| Panthera leo | \| \| Panthera leo leo (берберійський лев) \| \| \| \| \| \| Panthera leo melanochaita (капський лев) \| \| \| \| |
|              | \| \| Panthera leo leo (берберійський лев) \| \| \| \| \| \| Panthera leo melanochaita (капський лев) \| \| \| \| |
|              | †Panthera spelaea                                                                                                 |
|              | |
|              | Panthera leo leo (берберійський лев)                                                                              |
|              | |
|              | Panthera leo melanochaita (капський лев)                                                                          |
|              | |

|  | Panthera leo leo (берберійський лев)     |
|  |                                          |
|  | Panthera leo melanochaita (капський лев) |
|  |                                          |

| Panthera leo | \| \| Panthera leo leo (берберійський лев) \| \| \| \| \| \| Panthera leo melanochaita (капський лев) \| \| \| \| |
|              | \| \| Panthera leo leo (берберійський лев) \| \| \| \| \| \| Panthera leo melanochaita (капський лев) \| \| \| \| |
|              | †Panthera spelaea                                                                                                 |
|              | |
|              | Panthera leo leo (берберійський лев)                                                                              |
|              | |
|              | Panthera leo melanochaita (капський лев)                                                                          |
|              | |

|  | Panthera leo leo (берберійський лев)     |
|  |                                          |
|  | Panthera leo melanochaita (капський лев) |
|  |                                          |

| Panthera leo | \| \| Panthera leo leo (берберійський лев) \| \| \| \| \| \| Panthera leo melanochaita (капський лев) \| \| \| \| |
|              | \| \| Panthera leo leo (берберійський лев) \| \| \| \| \| \| Panthera leo melanochaita (капський лев) \| \| \| \| |
|              | †Panthera spelaea                                                                                                 |
|              | |
|              | Panthera leo leo (берберійський лев)                                                                              |
|              | |
|              | Panthera leo melanochaita (капський лев)                                                                          |
|              | |

|  | Panthera leo leo (берберійський лев)     |
|  |                                          |
|  | Panthera leo melanochaita (капський лев) |
|  |                                          |

### Печерний лев в Україні
Печерний лев мешкав і на території України. Зокрема кістки печерного лева знайдені в печерах Криму — Еміне-Баїр-Хосар, Мармуровій і Аджи-Коба. Моляр і кілька кісток посткраніального скелета надзвичайно великого дорослого самця печерного лева знайдені в печері Білих стін (карстова печера на Закарпатті). Остеологічні рештки печерних левів знайдено й у ґроті Прийма-1 (Миколаївський район Львівської області). Остеологічні знахідки палеолітичної стоянки Коробчине-курган у басейні Великої Висі (Кіровоградщина) в тому числі включають ікло печерного лева. Уламки кісток печерного лева знайдено й на стояні Андріївка 4, що теж на Кіровоградщині. Кістки печерного лева знайдені в Молодовому V (Чернівецька обл.) і Кормань 9 (Чернівецька область). Рештки печерного лева знайдені й у плейстоценовому відкладенні Синякове-1 (Тернопільщина). Стерте ікло старого печерного лева знайдено в околицях м. Василівки Запорізької області. Вважається що петрогліфи Кам'яної могили зображають, серед іншого, й печерних левів. Зуби печерного лева знайдені зокрема у Києві, в межах Кирилівської стоянки.

## Характеристики

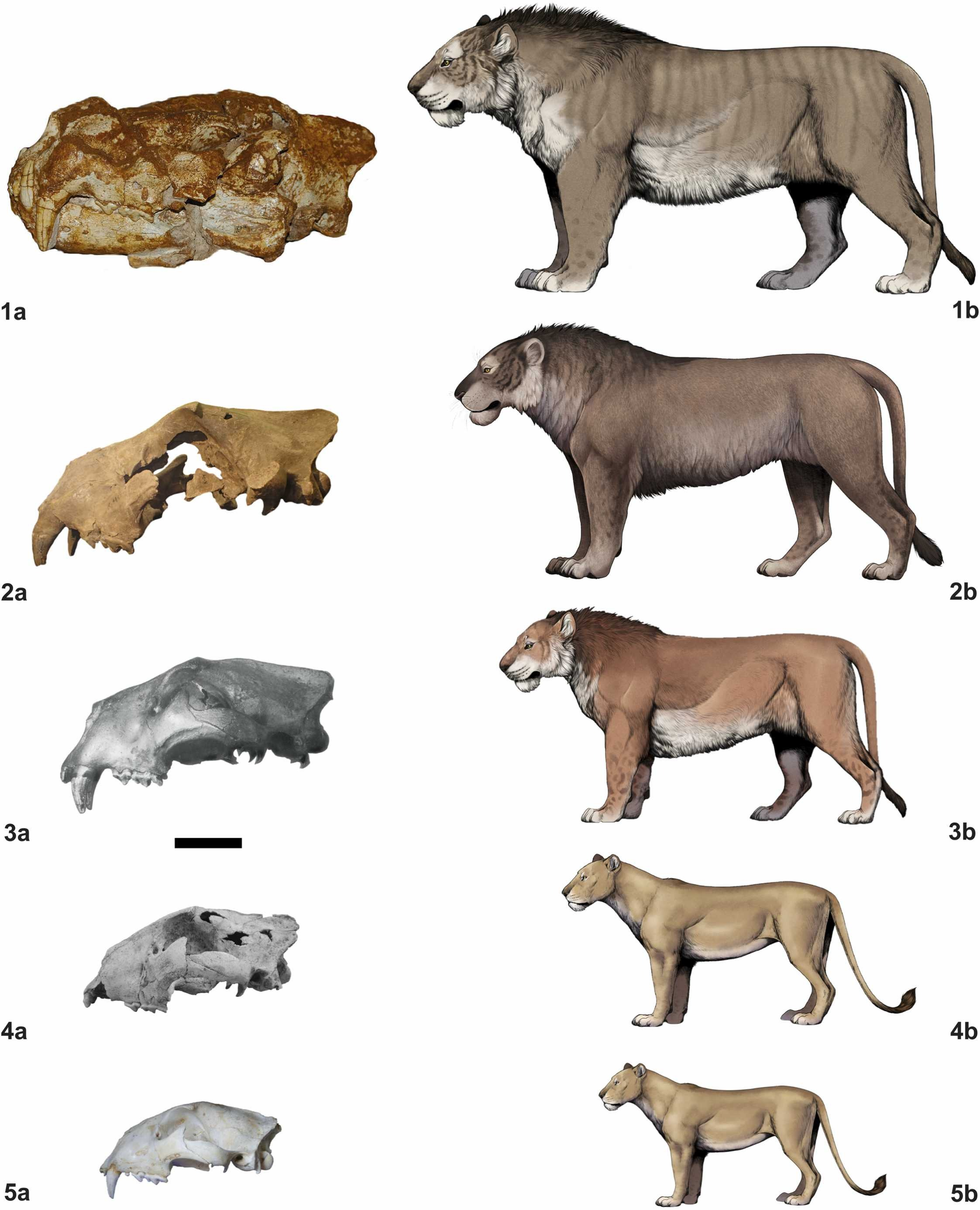
Порівняння розмірів різних зразків лінії P. spelaea.
1. Самець з Шато, Франція (~600 000 р. т.)
2. Зразок з Ведмежої печери, Польща (130-80 000 р. т.)
3. З Зігсдорфа, Німеччина (57-29 000 р. т.)
4. Самка з Цандоббіо, Італія (130-115 000 р. т.)
5. З Кришталевої печери, Україна (21-22 000 р. т.).
Масштабна лінійка = 10 см

Статуетки та наскельні малюнки печерних левів з печер Ласко та Шове у Франції датуються віком від 15 000 до 17 000 років. На малюнках з печери Шове зображено двох печерних левів, що йдуть разом. Лев на передньому плані трохи менший за лева на задньому, який намальований з калиткою і без гриви. Такі печерні малюнки свідчать про те, що самці печерних левів мали дуже маленьку гриву або ж не мали її взагалі.

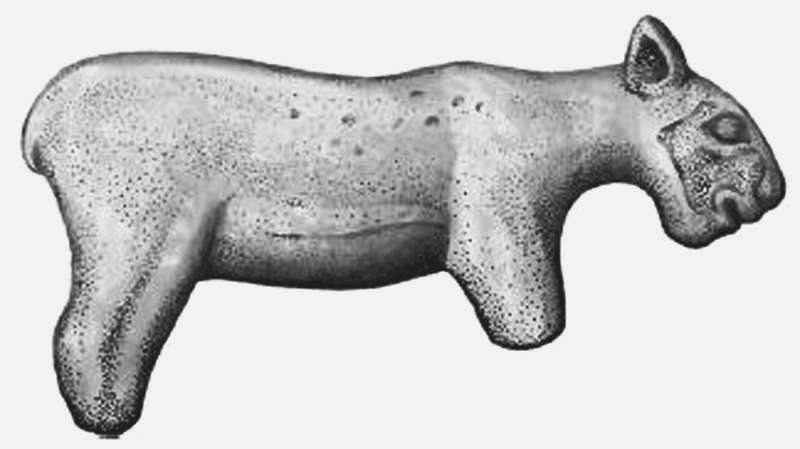
Малюнок втраченої палеолітичної скульптури печерного лева з Істюритс, Франція

Ранні представники лінії печерних левів у середньому плейстоцені були значно більшими, ніж особини P. spelaea з останнього льодовикового періоду та сучасні леви: деякі з них досягали 2,5—2,9 метра завдовжки, 1,4—1,5 метра у плечах і ваги у 400—500 кілограмів, що робить їх одними з найбільших котячих, які коли-небудь жили. Пізньоплейстоценова Panthera spelaea була помітно меншою, хоча все ще великою порівняно з сучасними котами, довжиною приблизно 2—2,1 м та висотою у плечах у 1,1—1,2 м. Вид прогресивно зменшувався в розмірах протягом останнього льодовикового періоду аж до свого вимирання. Останні популяції P. spelaea були співставні за розмірами з сучасними левами. Вага — 70—90 кілограмів, довжина тіла і висота в холці — 1,2—1,3 метра і 70—75 сантиметрів відповідно.
P. spelaea мав відносно довшу і вужчу морду порівняно з сучасним левом. Попри це, ці види не мають значних відмінностей у морфології. Як і сучасні леви, самки були меншими за самців.
У 2016 році шерсть, знайдена біля річки Малий Анюй, була ідентифікована як шерсть печерного лева за результатами аналізу ДНК. Зіставлення з шерстю сучасного лева показало, що шерсть печерного лева, ймовірно, була схожа за кольором, хоча й дещо світліша. Крім того, вважається, що печерний лев мав дуже густе і щільне підшерстя, що складалося з щільних, спресованих жовтувато-білих хвилястих волосків з меншою кількістю темніших остьових волосків, що, можливо, було адаптацією до клімату льодовикового періоду. У той час як у молодих тварин хутро було жовтуватого кольору, дорослі печерні леви, як припускається, мали сіре хутро.

## Галерея

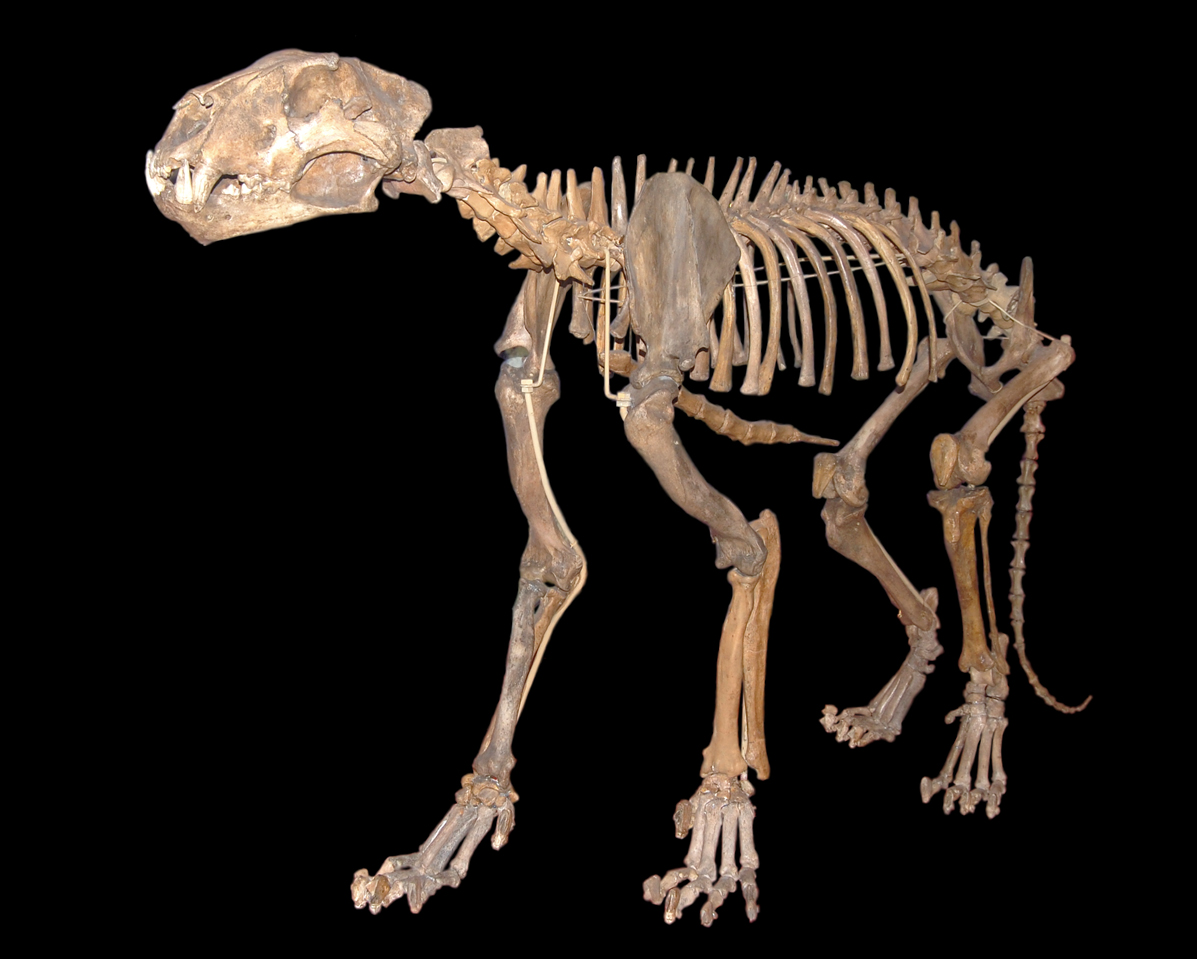
Скелет в Музеї природознавства, Відень
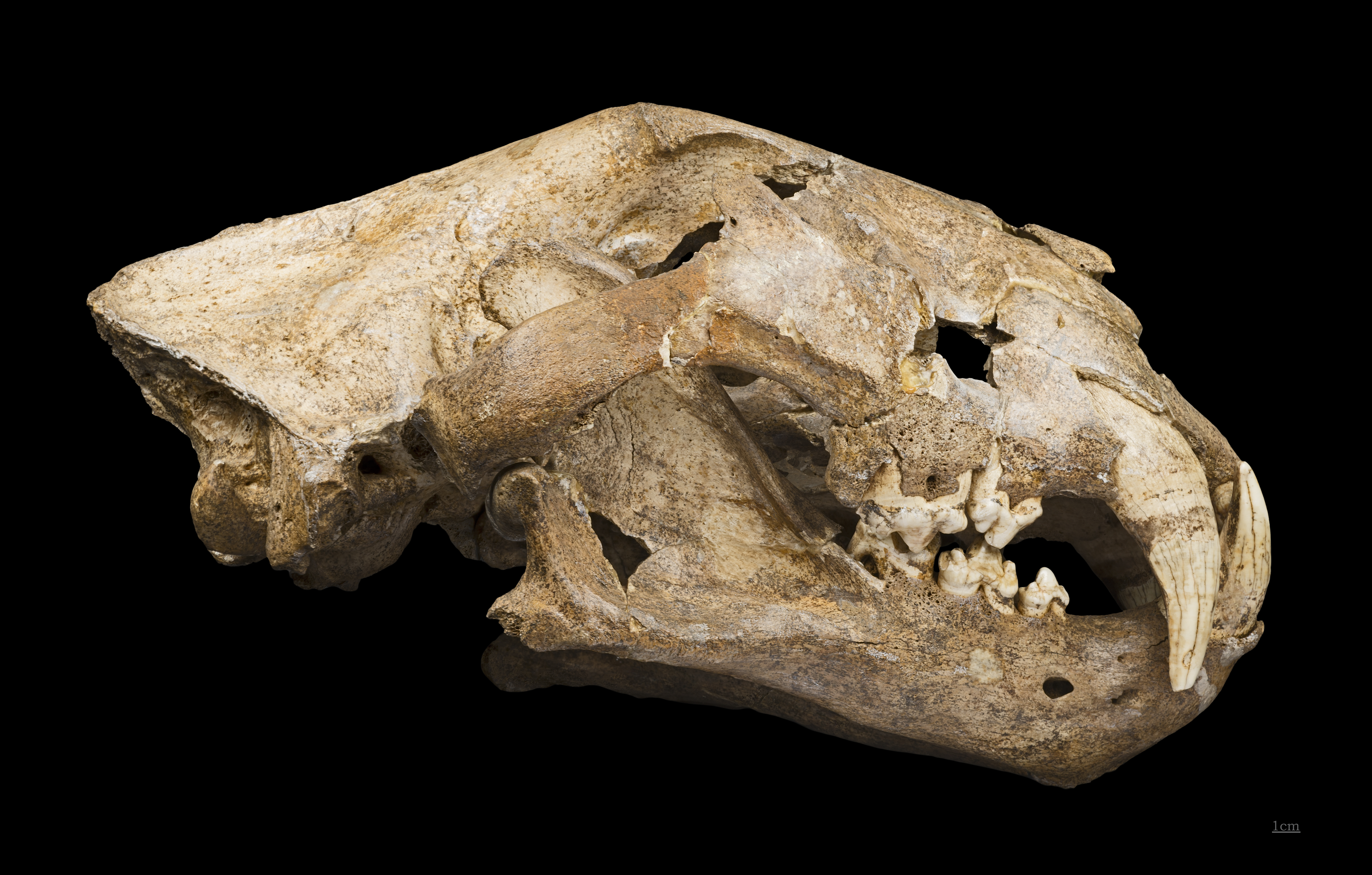
Череп Panthera leo spelaea знайдений у Франції
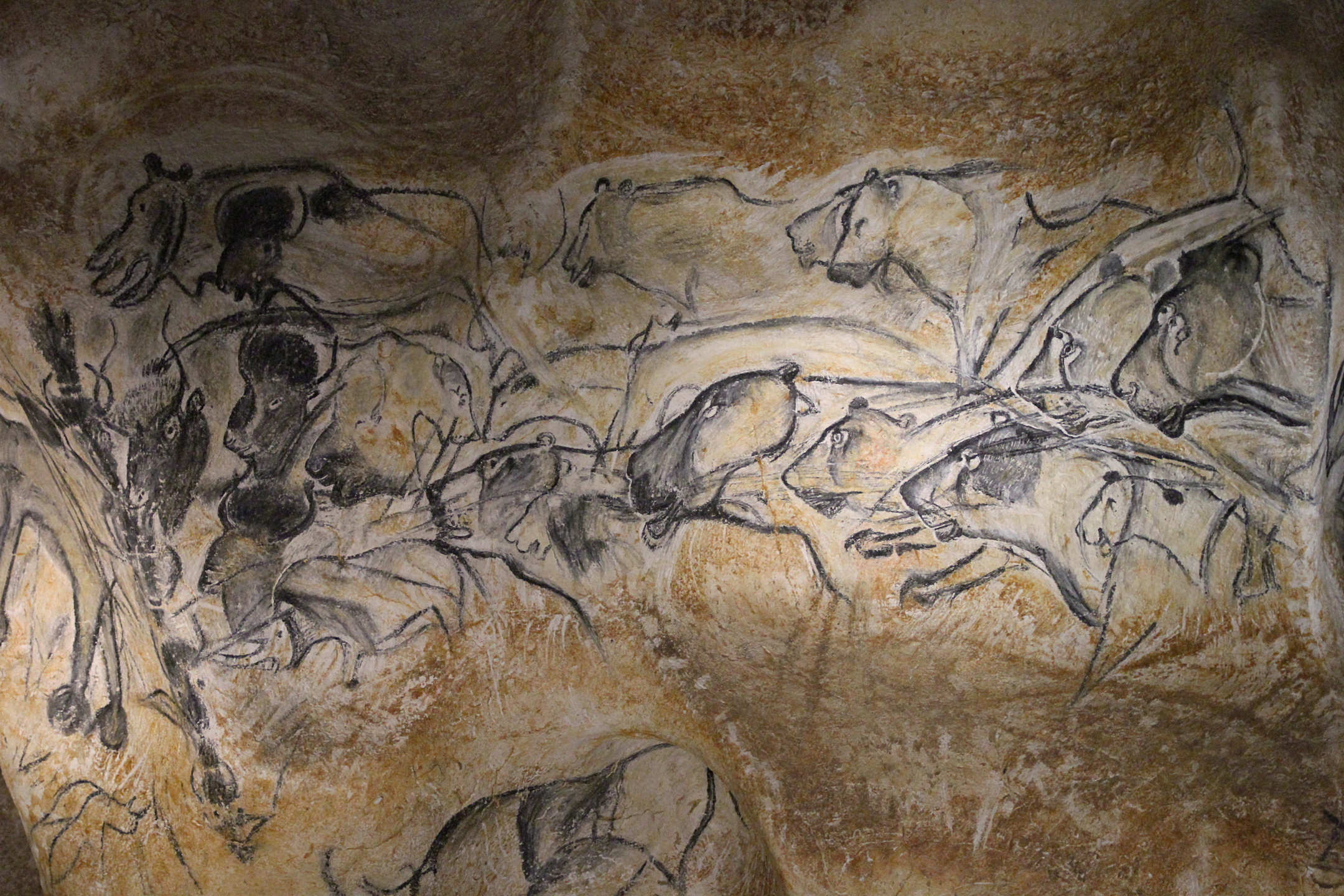
Леви й бізони зображені в печері Шове, Франція понад 30 000 років тому
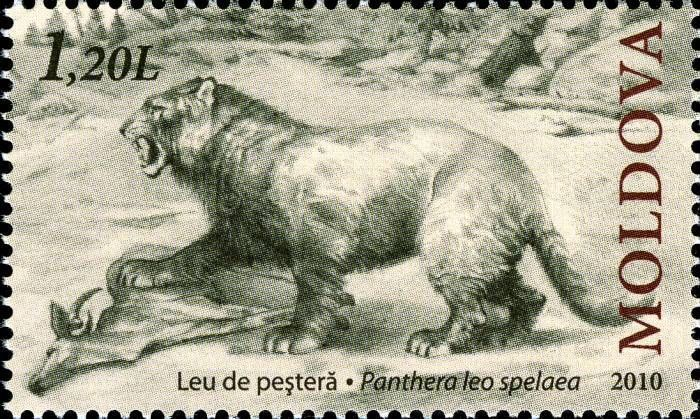
Печерний лев, молдавська поштова марка